# Agence nationale pour la récupération et l'élimination des déchets
L'Agence nationale pour la récupération et l'élimination des déchets (ANRED) est un ancien établissement public français créé par le décret 76-473 du 25 mai 1976 en application de la loi 75-633 du 15 juillet 1975. L'ANRED disparaît en 1991 par sa fusion avec l'Agence française pour la maîtrise de l'énergie (AFME) et l'Agence pour la qualité de l'air (AQA).

## Histoire
À l’origine installée à Paris, l’ANRED est décentralisée à Angers le 1er août 1978, soit quelques mois après sa création, dans le cadre de la politique d’aménagement du territoire engagé par le Gouvernement.
L'ANRED disparaît en 1991 par sa fusion avec l'Agence française pour la maîtrise de l'énergie (AFME) et l'Agence pour la qualité de l'air (AQA) pour former l'ADEME.

## Missions
À l'origine les missions de l'ANRED étaient au nombre de trois :
- Promouvoir la récupération et la valorisation des déchets pour économiser matières premières et énergie, qui sont largement importées ;
- Favoriser la mise en œuvre de procédés d'élimination efficaces et protecteurs de l'environnement ;
- Conseiller et orienter les collectivités locales et les entreprises industrielles vers les modes de traitement les mieux adaptés à leur cas particulier.

En 1988, les pouvoirs publics lui attribuent une nouvelle mission : auparavant chargée de l'aide et du conseil pour la réhabilitation des sols pollués, l'ANRED doit prendre en charge la maîtrise d'ouvrage et la maîtrise d'œuvre en cas de situation d'urgence ou de défaillance des pollueurs.

## Gouvernance
Président du conseil d'administration :
- Alain-Louis Dangeard
- ...1987-1989... Jean Servant

Directeurs :
- 1977-1985 : Michel Affholder[4]
- 1985-1989 : Christian Mettelet[5],[3]

## Moyens et actions
En 1979, l'ANRED employait une cinquantaine de personnes. S'y ajoutaient les employés de la délégation parisienne (4 personnes), ainsi qu'un ingénieur par région. En 1989, les effectifs sont de cent personnes.

### Sources et bibliographie
- Damien Ferrero, « 15 juillet 1975 : création de l'ANRED », C'était hier... Bulletin périodique de valorisation des archives de l'ADEME, no 2,‎ juillet 2015, p. 1
- Agence nationale pour la récupération et l’élimination des déchets, Archives nationales, 29 p. (lire en ligne)